# Разноглядов, Владислав Павлович
Владислав Павлович Разноглядов (22 ноября 1938 года — 22 марта 2024 года) — советский и российский артист балета и хореограф, главный балетмейстер Свердловского академического театра музыкальной комедии (1973—2006 и 2009—2011), заслуженный деятель искусств РФ.

## Биография
Танцами увлёкся в школьные годы, в возрасте одиннадцать лет он пришёл в танцевальный ансамбль прима-балерины Свердловского театра музыкальной комедии Ольги Сажиной. Продолжив обучение в ремесленном училище, перешёл танцевать в Ансамбль трудовых резервов. Отслужив срочную воинскую службу, возвратился на завод, работал слесарем и одновременно руководил детским ансамблем танца при интернате № 1. В 1960 году был принят в труппу Свердловского театра оперы и балета.
В 1972 году окончил с отличием балетмейстерский факультет ГИТИСа, около года отработал Воронеже и возвратился в Свердловск.
С 1973 по 2006 год занимал должность главного балетмейстера Свердловского театра музыкальной комедии.
В 1990 году организовал Детскую вокально-хореографическую студию, в которой стал художественным руководителем и руководил студией по 2012 год.
В 1994 году удостоен почётного звания «Заслуженный деятель искусств России».
Как хореограф на сцене Свердловского государственного академического театра музыкальной комедии осуществил следующие постановки : в 1973 году — А. Новиков, «Василий Тёркин», Ф. Лоу, «Моя прекрасная леди», В. Гевиксман, «Екатеринбургский бал», в 1974 — В. Баснер, «Полярная звезда», в 1975 — О. Федьцман, «Пусть гитара играет», в 1976 — Ж. Оффенбах, «Прекрасная Елена», в 1978 — Ж. Оффенбах, «Рыцарь Синяя Борода», в 1984 — С. Сиротин, «Царица и велосипед», в 1985 — М. Зив, «Искусство быть женщиной», в 1986 — К. Миллекер, «Нищий студент», в 1987 — А. Петров, «О бедном гусаре…», в 1990 — И. Кальман, «Кальманиана», в 1991 — А. Рыбников, «Приключения Буратино», в 1993 — Ф. Легар, «Цыганская любовь», в 1994 — Л. Барт, «Оливер!», в 1995 — И. Штраус, «Ночь в Венеции».
Постановки на других сценах: в 1970 — «Жил-был тимуровец Лаптев», в 1971 — «Московские каникулы» и «Санька» в Московском центральном детском театре, в 1971 — «Весёлая вдова» в Воронежском театре оперы и балета, в 1965 — «Великолепная восьмёрка», в 1969 — «Сказка о царе Салтане», в 1969 — «Три мушкетёра», в 1969 — «Золотой ключик» и в 1970 — «Золушка» в Свердловском ТЮЗе, в 1969 — «Свой остров» и в 1970 — «Московские каникулы» в Рязанском ТЮЗе, в 1981 — «Три толстяка» в Нижне-Тагильском драматическом театре, в 1992 — «Сказка о царе Салтане» и в 1994 — «Я — актриса» в Алма-Атинском русском ТЮЗе. 1992 — «Стакан воды» и в 1993 — «Цыганский барон» в Ивано-Франковском музыкальном театре.
Владислав Павлович Разноглядов скончался 22 марта 2024 года на 86-м году жизни.